# Coupe d'Europe des vainqueurs de coupe de football 1990-1991
Navigation
Coupe des coupes 1989-1990 Coupe des coupes 1991-1992
La Coupe d'Europe des vainqueurs de coupe 1990-1991 voit le sacre du club anglais de Manchester United, qui bat les Espagnols du FC Barcelone lors de la finale disputée au Stade de Feyenoord de Rotterdam.
Cette saison marque le retour des clubs anglais en Coupes d'Europe après la sanction infligée par l'UEFA à la Football Association, à la suite du drame du Heysel. Il n'y a en revanche pas de club yougoslave engagé
lors de cette édition : l'Hajduk Split, finaliste de la Coupe de Yougoslavie, n'est pas autorisé à s'aligner pour une raison indéterminée.
C'est le deuxième titre européen (après la Coupe des clubs champions 1968) en deux finales pour le club anglais. Quant au FC Barcelone, il dispute là la 11e finale européenne de son histoire, la 5e en Coupe des Coupes.
C'est l'attaquant italien de la Juventus, Roberto Baggio qui remporte le titre de meilleur buteur de l'épreuve avec neuf réalisations.

## Tour préliminaire
| Équipe 1       | Résultat | Équipe 2    | Aller | Retour |
| -------------- | -------- | ----------- | ----- | ------ |
| Bray Wanderers | 1 - 3    | Trabzonspor | 1 - 1 | 0 - 2  |

## Seizièmes de finale
| Équipe 1                | Résultat | Équipe 2            | Aller | Retour             |
| ----------------------- | -------- | ------------------- | ----- | ------------------ |
| Nea Salamina Famagouste | 0 - 5    | Aberdeen FC         | 0 - 2 | 0 - 3              |
| Legia Varsovie          | 6 - 0    | Swift Hesperange    | 3 - 0 | 3 - 0              |
| Olympiakos Le Pirée     | 5 - 1    | KS Flamurtari Vlorë | 3 - 1 | 2 - 0              |
| 1. FC Kaiserslautern    | 1 - 2    | Sampdoria           | 1 - 0 | 0 - 2              |
| Manchester United       | 3 - 0    | Pécsi Mecsek FC     | 2 - 0 | 1 - 0              |
| Wrexham AFC             | 1 - 0    | Lyngby BK           | 0 - 0 | 1 - 0              |
| Montpellier HSC         | 1 - 0    | PSV Eindhoven       | 1 - 0 | 0 - 0              |
| Glentoran FC            | 1 - 6    | FC Steaua Bucarest  | 1 - 1 | 0 - 5              |
| KuPS Kuopio             | 2 - 6    | Dynamo Kiev         | 2 - 2 | 0 - 4              |
| Sliema Wanderers FC     | 1 - 4    | Dukla Prague        | 1 - 2 | 0 - 2              |
| Fram Reykjavik          | 4 - 1    | Djurgårdens IF      | 3 - 0 | 1 - 1              |
| Trabzonspor             | 3 - 7    | FC Barcelone        | 1 - 0 | 2 - 7              |
| Viking FK               | 0 - 5    | Royal FC de Liège   | 0 - 2 | 0 - 3              |
| Estrela da Amadora      | 2 - 2    | Neuchâtel Xamax     | 1 - 1 | 1 - 1 ap (4-3) tab |
| Polizei SV Schwerin     | 0 - 2    | Austria Vienne      | 0 - 2 | 0 - 0              |
| PFC Sliven              | 1 - 8    | Juventus            | 0 - 2 | 1 - 6              |

## Huitièmes de finale
| Équipe 1            | Résultat | Équipe 2           | Aller | Retour |
| ------------------- | -------- | ------------------ | ----- | ------ |
| Aberdeen FC         | 0 - 1    | Legia Varsovie     | 0 - 0 | 0 - 1  |
| Olympiakos Le Pirée | 1 - 4    | Sampdoria          | 0 - 1 | 1 - 3  |
| Manchester United   | 5 - 0    | Wrexham AFC        | 3 - 0 | 2 - 0  |
| Montpellier HSC     | 8 - 0    | FC Steaua Bucarest | 5 - 0 | 3 - 0  |
| Dynamo Kiev         | 3 - 2    | Dukla Prague       | 1 - 0 | 2 - 2  |
| Fram Reykjavik      | 1 - 5    | FC Barcelone       | 1 - 2 | 0 - 3  |
| Royal FC de Liège   | 2 - 1    | Estrela da Amadora | 2 - 0 | 0 - 1  |
| Austria Vienne      | 0 - 8    | Juventus           | 0 - 4 | 0 - 4  |

## Quarts de finale
| Équipe 1          | Résultat | Équipe 2        | Aller | Retour |
| ----------------- | -------- | --------------- | ----- | ------ |
| Legia Varsovie    | 3 - 2    | Sampdoria       | 1 - 0 | 2 - 2  |
| Manchester United | 3 - 1    | Montpellier HSC | 1 - 1 | 2 - 0  |
| Dynamo Kiev       | 3 - 4    | FC Barcelone    | 2 - 3 | 1 - 1  |
| Royal FC de Liège | 1 - 6    | Juventus        | 1 - 3 | 0 - 3  |

## Demi-finales
| Équipe 1       | Résultat | Équipe 2          | Aller | Retour |
| -------------- | -------- | ----------------- | ----- | ------ |
| Legia Varsovie | 2 - 4    | Manchester United | 1 - 3 | 1 - 1  |
| FC Barcelone   | 3 - 2    | Juventus          | 3 - 1 | 0 - 1  |

## Finale
| Équipe 1          | Résultat | Équipe 2     |
| ----------------- | -------- | ------------ |
| Manchester United | 2 - 1    | FC Barcelone |